# 経済協力開発機構原子力機関

NEA加盟国(緑色)

経済協力開発機構原子力機関（けいざいきょうりょくかいはつきこうげんしりょくきかん、OECD Nuclear Energy Agency, OECD/NEA または単に NEA）は、原子力発電を安全で、環境に調和した経済的なエネルギー源として開発利用することを、加盟諸国政府間の協力によって促進する経済協力開発機構（OECD）傘下の国際機関である。

## 沿革
- 1958年2月1日、OECDの前身である欧州経済協力機構（OEEC）により、西欧諸国を正規メンバーとする欧州原子力機関（European Nuclear Energy Agency, ENEA）を発足。
- 1961年、OECDを設立。日本は1964年に加盟。
- 1965年、ENEAに日本が準メンバーとして加盟。
- 1972年4月20日、日本が欧州以外の正規メンバーとして加盟したことに伴い、原子力機関（Nuclear Energy Agency, NEA）に改名。

## 活動目的
NEAの活動は国際的な協力関係を築くため多岐の分野で行われ、以下の4点を目的として遂行される。
- 原子力施設の安全、人体に対する放射線防護と環境保全、放射性廃棄物管理、原子力損害賠償責任と保険等に関連した加盟国の規制方針と運用についての調和を促進する。
- 原子力に関するエネルギー供給において果たすべき役割を評価するため、原子力発電の技術的、経済的な側面を再検討し、核燃料サイクルの諸段階における需給と供給を予測することによって、原子力発電の貢献度を評価する。
- 共通のプロジェクトに参加し、科学的、技術的情報の交換を行う。
- 国際研究開発計画及び共同事業を設立すること。

## 組織構成
NEA全体の政策的な決定はNEA運営委員会（年2回開催）にて行われ、詳細な活動内容は各国の専門家により構成される7つの常設技術委員会にて決定される。常設技術委員会の下部には各種専門分野によるワーキンググループ等が設けられている。
常設技術委員会
- 放射性廃棄物管理委員会（Radioactive Waste Management Committee, RWMC）
- 放射線防護及び公衆衛生委員会（Committee on Radiation Protection and Public Health, CRPPH）
- 原子力施設安全委員会（Committee on Safety of Nuclear Installations, CSNI）
- 原子力規制活動委員会（Committee on Nuclear Regulatory Activities, CNRA）
- 原子力法委員会（Nuclear Law Committee, NLC）
- 原子力開発・核燃料サイクルに関する技術的経済的検討委員会（Nuclear Development Committee, NDC）
- 原子力科学委員会（Nuclear Science Committee, NSC）

各種核データおよび原子力コードの収集、有効性確認のための科学センターとしてNEAデータバンクが設置され、各国合同の共同事業が行われている。

## 加盟国
以下の34カ国、加盟国はOECD非加盟も存在する。
| - アルゼンチン - オーストラリア - オーストリア - ベルギー - ブルガリア - カナダ - チェコ - デンマーク - フィンランド - フランス - ドイツ - ギリシャ | - ハンガリー - アイスランド - アイルランド - イタリア - 日本 - ルクセンブルク - メキシコ - オランダ - ノルウェー - ポーランド - ポルトガル - ルーマニア | - ロシア - スロバキア - スロベニア - 韓国 - スペイン - スウェーデン - スイス - トルコ - イギリス - アメリカ合衆国 |